# Embrouille à Pypoland
Embrouille au Pypoland est un album de bande dessinée humoristique de Tramber, paru en 1984. C'est le premier album de la série William Vaurien.